# Andreja Pejić
Andrej Pejić (sinh ngày 28 tháng 08 năm 1991 tại Tuzla, Bosna và Hercegovina) là một người mẫu người Úc gốc Bosna.

## Thời thơ ấu và gia đình
Andrej Pejic sinh ra tại Serbia, có một anh trai tên Igor. Bố mẹ Andrej ly dị không lâu sau khi anh chào đời. Sau đó, anh sống cùng mẹ, bà và anh trai. Năm Andrej 8 tuổi, anh cùng gia đình chuyển tới Melbourne, Úc sinh sống. Khi đang làm việc cho một cửa hàng của McDonald's, Andrej được phát hiện và trở thành người mẫu năm 17 tuổi.
"Chân dài" người Úc tiết lộ, từ nhỏ anh đã có vóc dáng mảnh mai như một cô gái, vì thế thường cố mặc những bộ đồ nam "hầm hố" để trông mạnh mẽ hơn. Tuy nhiên, sau năm 14 tuổi, Andrej quyết định "là chính mình" và để tóc dài, mặc quần bó sát. Anh chàng chơi với những cô gái nổi tiếng nhất trường và không hề bị bạn bè trêu chọc. "Có lẽ mọi người không chọc ghẹo tôi vì chẳng ai thấy một gương mặt xinh đẹp đến vậy", siêu mẫu tóc vàng dí dỏm tâm sự.

## Sự nghiệp người mẫu
Được phát hiện và trở thành người mẫu năm 17 tuổi, Andrej gây chú ý bởi vẻ đẹp lưỡng tính và sở hữu những tố chất hiếm có để trình diễn tốt trang phục của cả hai giới. Với chiều cao 1m88, ba vòng đều nhỏ, anh chàng là người mẫu mơ ước của nhiều nhà thiết kế thời trang và nhiếp ảnh gia nổi tiếng. Andrej cũng nhiều lần trở thành gương mặt trang bìa của các tạp chí thời trang uy tín, bao gồm cả Elle.
Sở hữu gương mặt ấn tượng, pha trộn giữa vẻ mạnh mẽ, góc cạnh và nét quyến rũ, kiêu kỳ cùng mái tóc vàng nổi bật, Andrej được làng mốt đặc biệt yêu thích. Mang hình hài nam nhi nhưng khung xương Andrej lại nhỏ như nữ giới, vì thế anh chàng có thể mặc được bất kỳ trang phục nào của phái yếu. Cộng thêm khả năng trình diễn chuyên nghiệp, đa dạng, nóng bỏng, chàng siêu mẫu trở thành một hiện tượng độc nhất vô nhị, phá vỡ mọi quy tắc về giới tính của làng thời trang thế giới. Năm 20 tuổi, mới chỉ có hơn hai năm kinh nghiệm catwalk, Andrej đã được trang web Models.com xếp thứ 18 trong danh sách "50 người mẫu nam xuất sắc 2011".

## Cuộc sống cá nhân
Ngoài đời, Andrej thường tự tin dạo phố trong trang phục nữ với phong cách sành điệu, thời thượng như quần da bó, áo choàng lông, váy ngắn, quần shorts... hoặc đồ unisex (phi giới tính), đôi khi "đổi gió" với style khỏe khoắn, năng động. Anh thừa nhận có cảm giác thích thú khi thấy những ánh mắt ngưỡng mộ dành cho mình.
Không giống nhiều người lưỡng tính khác, Andrej Pejic không có ý định phẫu thuật chuyển đổi giới tính. Với siêu mẫu này, việc xác nhận mình là nam hay nữ dường như không quan trọng. Anh chàng từng nói trên tạp chí New York: "Tôi để ngỏ giới tính để tạo ra những bí ẩn của nghệ thuật. Không phải là hôm nay thì trông tôi như một người đàn ông, ngày mai lại như phụ nữ, mà tôi là tôi".
Nhưng mới đây, Andrej phát biểu sẽ chuyển giới nếu được hãng đồ lót nổi tiếng Victoria's Secret mời làm mẫu. "Tôi không bao giờ chuyển giới trừ khi được Victoria’s Secret ký hợp đồng quảng cáo. Tôi có bộ ngực nhỏ và tôi cũng mơ có vòng một như của Lara Stone."